# 741

## Úmrtí
- 18. června – Leon III. Syrský, byzantský císař (* asi 685)
- 22. října – Karel Martel, majodróm a vládce v franské říši.

## Hlavy států
- Papež – Řehoř III. (731–741) – Zachariáš (741–752)
- Byzantská říše – Leon III. Syrský – Konstantin V. Kopronymos
- Franská říše – Karel Martel (majordomus) (718–741)
  - Neustrie – Pipin III. Krátký (majordomus) (741–751)
  - Austrasie – Karloman (majordomus) (741–747)
- Anglie
  - Wessex – Cuthred
  - Essex – Saelred
  - Mercie – Æthelbald
- První bulharská říše – Sevar